# Elena de la Cruz Martín
Elena de la Cruz Martín (Madrid, 23 de juny de 1972 - Toledo, 4 d'abril de 2017) va ser una arquitecta i política espanyola, consellera de Foment del Govern de Castella-la Manxa presidit per Emiliano García-Page des de 2015 fins a la seva mort.

## Biografia

### Primers anys
Nascuda a la madrilenya Clínica de la Milagrosa el 23 de juny de 1972, durante su juventud residió en el distrito de Ciudad Lineal. Es va llicenciar en Belles Arts per la Universitat Complutense de Madrid i com a arquitecta per la Universitat Politècnica de Madrid. De la Cruz es va convertir en directora de l'Escola d'Art de Guadalajara, responsabilitat que va exercir fins a 2015.
Va ser descoberta per a la política per Magdalena Valerio, que el 2008 buscava una arquitecta amb experiència en infraestructures per al PSOE local de Guadalajara. Entre 2010 i 2011 va exercir de delegada a Guadalajara d'Ocupació, Igualtat i Joventut de la Junta de Comunitats de Castella-la Manxa. Va concórrer al número 3 de la llista del PSOE per a les eleccions municipals de 2011 a Guadalajara encapçalada per Magdalena Valerio, convertint-se en regidora de la corporació 2011–2015. Va ser també vocal de l'executiva del PSOE de Castella-la Manxa. En les eleccions municipals de 2015 a Guadalajara va ser inclosa en el número dos de la candidatura del PSOE, renovant la seva acta de regidora. També va ser diputada provincial.

### Consellera

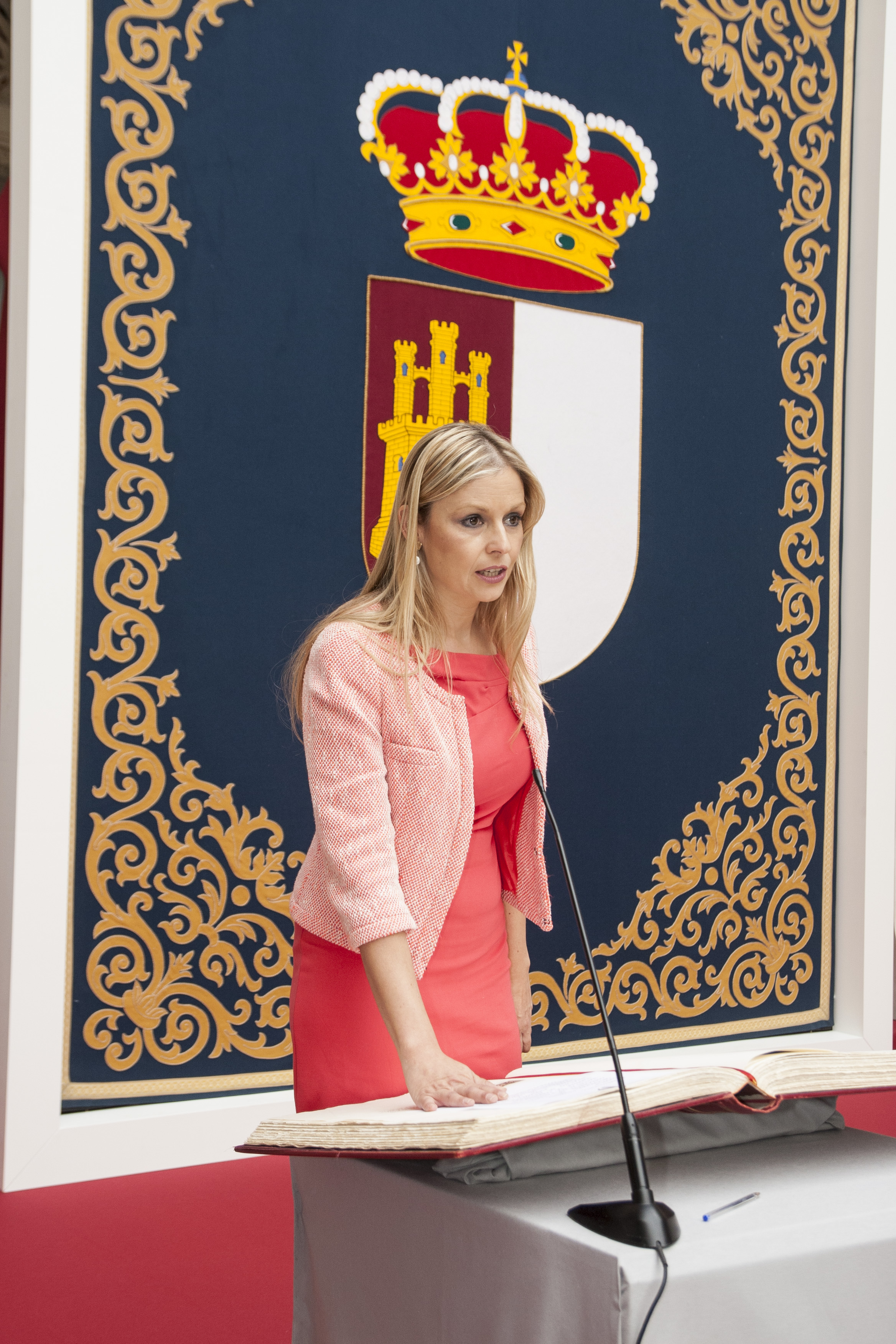
Presa de possessió com a consellera

Nomenada com a consellera de Foment del nou govern regional d'Emiliano García-Page, va prendre possessió del càrrec el dijous 9 de juliol de 2017 al Palau de Fuensalida al costat dels seus parells del Consell de Govern regional.
El 30 de març de 2017, durant una sessió del ple de les Corts de Castella-la Manxa, de la Cruz va sentir malestar, i traslladada a l'Hospital Virgen de la Salud de Toledo, li va ser diagnosticat un quadre irreversible de leucèmia, morint el 4 d'abril.
El seu mandat com a consellera va destacar per la seva incansable lluita contra el Transvasament Tajo-Segura. També va destacar per l'impuls de mesures per la rehabilitació d'habitatges així com per a l'accés a l'habitatge públic.
Al setembre de 2017 l'Escola d'Art de Guadalajara, de la qual va ser directora, va ser batejada en el seu honor «Escuela de Arte Elena de la Cruz Martín».